# Американо-багамские отношения
Американо-багамские отношения — двусторонние дипломатические отношения между США и Багамскими Островами.

## История

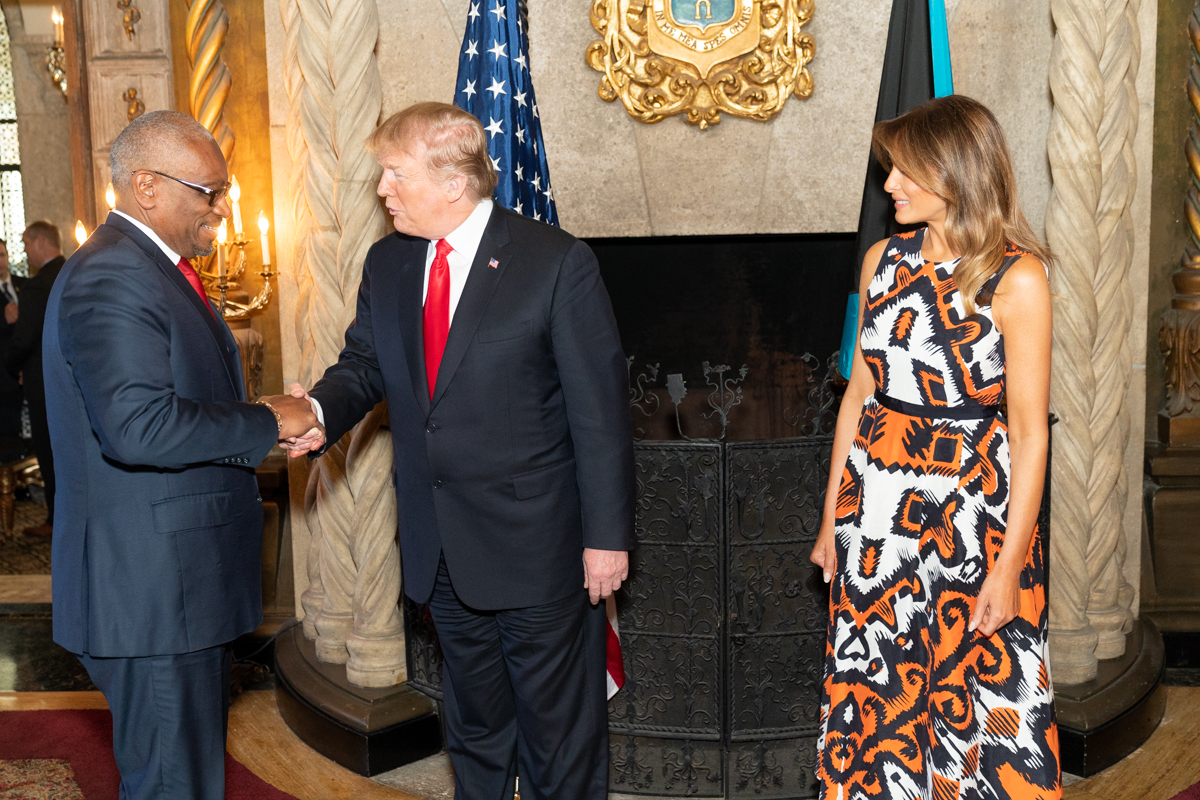
Президент США Дональд Трамп и первая леди Мелания Трамп на встрече с премьер-министром Багамских Островов Хьюбертом Миннисом в Палм-Бич в марте 2019 года

В 1973 году Багамские Острова и США установили официальные дипломатические отношения. Исторически имеют тесные экономические и торговые связи. Государства объединяют этнические и культурные связи, особенно в сфере образования. На Багамах проживает около 30 000 американцев. Кроме того, на Багамах имеется около 110 предприятий, связанных с США, и в 2005 году 87 % из 5 миллионов туристов, посетивших Багамы, были американцами.
Багамские Острова и их политическая стабильность важны для Соединённых Штатов. Государства совместно работали над снижением преступности и решением проблем миграции. Поскольку ближайший остров находится всего в 45 милях от побережья Флориды, Багамы часто используются в качестве перевалочного пункта для наркотиков и нелегалов, направляющихся в Соединённые Штаты. Государства совместно борются с этими угрозами. Помощь и ресурсы США сыграли важную роль в усилиях Багамских Островов по уменьшению постоянного потока нелегальных наркотиков и мигрантов. США и Багамы также активно сотрудничают в сфере правоохранительной деятельности, гражданской авиации, морских исследований, метеорологии и сельского хозяйства. Военно-морские силы США эксплуатируют подводный исследовательский центр на острове Андрос.
Бюро таможенной и пограничной охраны Министерства внутренней безопасности имеет пункты предварительного оформления в аэропортах Нассау и Фрипорта. Люди направляющиеся в США проходят собеседование и проверку на Багамах перед отбытием в эту страну.

## Дипломатические представительства

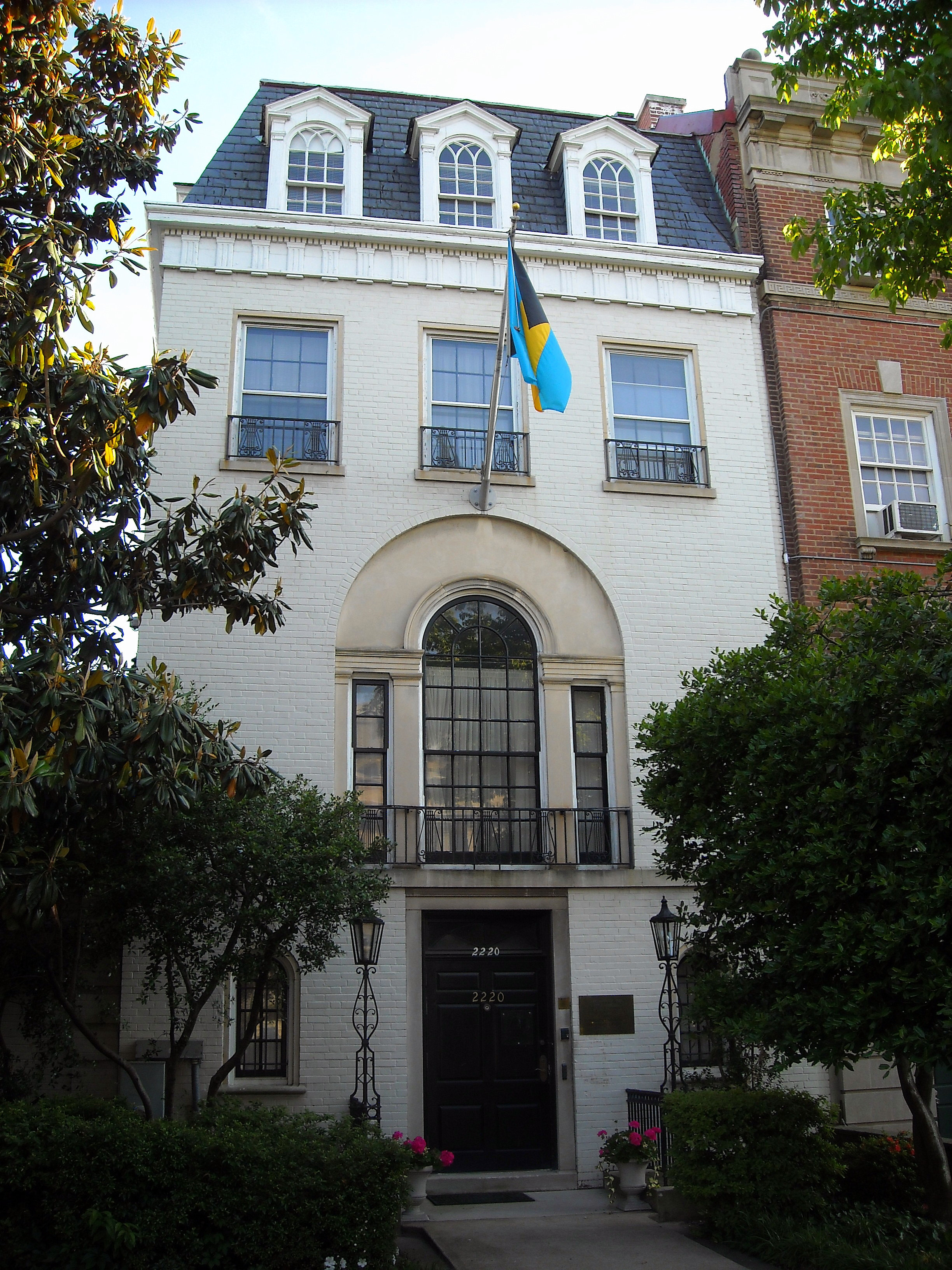
Посольство Багамских Островов в Вашингтоне

Посольство Багамских Островов в Вашингтоне является дипломатическим представительством в США, располагается по адресу: 2220 Massachusetts Avenue, Northwest, Вашингтон, в районе Embassy Row. Также имеются генеральные консульства в Атланте, Майами, Нью-Йорке и Вашингтоне. С марта 2022 года послом Багамских Островов в США является Уэндалл К. Джонс.
Посольство США на Багамских Островах находится в Нассау, остров Нью-Провиденс.